# Âm dương lịch
Âm dương lịch là loại lịch được nhiều nền văn hóa sử dụng, trong đó ngày tháng của lịch chỉ ra cả pha Mặt Trăng (hay tuần trăng) và thời gian của năm Mặt Trời (dương lịch). Nếu năm Mặt Trời được định nghĩa như là năm chí tuyến thì âm dương lịch sẽ cung cấp chỉ thị về mùa; nếu nó được tính theo năm thiên văn thì lịch sẽ dự báo chòm sao mà gần đó trăng tròn (điểm vọng) có thể xảy ra. Thông thường luôn có yêu cầu bổ sung buộc một năm chỉ chứa một số tự nhiên các tháng, trong phần lớn các năm là 12 tháng nhưng cứ sau mỗi 2 (hay 3) năm lại có một năm với 13 tháng.

## Ví dụ
Lịch Do Thái, Phật lịch, lịch Hindu, lịch Tây Tạng, lịch Âm (sử dụng một mình cho tới năm 1912 và sau đó được sử dụng song song cùng lịch Gregory) hay lịch Triều Tiên (sử dụng một mình tới năm 1894 và sau đó được sử dụng song song cùng lịch Gregory) là các loại âm dương lịch, cũng như lịch Nhật Bản tới năm 1873, lịch Tiền Hồi giáo, lịch La Mã cho tới năm 45 TCN (trên thực tế sớm hơn, do sự đồng bộ hóa với Mặt Trăng đã bị mất cũng như sự đồng bộ hóa với Mặt Trời), lịch Coligny của vùng Gaule thế kỷ 1 và lịch Babylon trong thiên niên kỷ 2 TCN. Các loại âm dương lịch Trung Quốc, Coligny và Do Thái ở mức độ nhiều hay ít là tuân theo năm chí tuyến trong khi Phật lịch và lịch Hindu là âm dương lịch tuân theo năm thiên văn. Vì thế ba loại lịch nhóm thứ nhất gợi ra ý tưởng về các mùa trong khi hai loại lịch của nhóm thứ hai gợi ra ý tưởng về vị trí khi trăng tròn ở giữa các chòm sao. Lịch Tây Tạng chịu ảnh hưởng của cả lịch Trung Quốc lẫn lịch Hindu.
Lịch Hồi giáo là âm lịch thuần túy mà không phải âm dương lịch do ngày tháng của nó không liên quan gì tới Mặt Trời. Lịch Julius và lịch Gregory là các loại dương lịch chứ không phải âm dương lịch, do ngày tháng của chúng không thể chỉ ra các pha của Mặt Trăng — tuy nhiên, dù không nhận thức thấy âm dương lịch, nhưng phần lớn những người theo Kitô giáo lại vô thức sử dụng âm dương lịch trong việc xác định lễ Phục Sinh.

## Xác định tháng nhuận
Tháng nhuận là tháng không chứa Trung khí. Trong danh sách 24 tiết khí dưới đây:
```
- 
Đông chí

- Tiểu hàn
- 
Đại hàn

- Lập xuân
- 
Vũ thủy

- Kinh trập
- 
Xuân phân

- Thanh minh
- 
Cốc vũ

- Lập hạ
- 
Tiểu mãn

- Mang chủng
- 
Hạ chí

- Tiểu thử
- 
Đại thử

- Lập thu
- 
Xử thử

- Bạch lộ
- 
Thu phân

- Hàn lộ
- 
Sương giáng

- Lập đông
- 
Tiểu tuyết

- Đại tuyết
```

Những tiết khí ghi bằng chữ in đậm gọi là các trung khí, các tiết xen kẽ gọi là các tiểu khí.
Khi xác định tháng nhuận trong lịch âm dương, cần lưu ý những vấn đề sau:
- Thời điểm xảy ra điểm Sóc
- Thời điểm xảy ra Trung khí
- Khoảng cách giữa 2 tháng Tý (tức tháng 11 âm lịch - tháng chứa ngày Đông chí)
Trước hết, định nghĩa tháng là thời gian từ ngày mà mặt trăng hoàn toàn tối (gọi là ngày sóc, ngược với rằm là lúc trăng tròn nhất) đến lúc nó đi quanh trái đất đúng một vòng, nghĩa là từ ngày sóc đến ngày sóc kế tiếp. Thời điểm mặt trăng hoàn toàn tối (tức điểm Sóc) rơi vào ngày nào, thì mùng 1 tháng âm lịch bắt đầu vào ngày đó.
Tiếp theo, tháng chứa ngày đông chí đặt là tháng Tý, tức là con giáp đầu tiên trong 12 con giáp (thứ tự là Tý, Sửu, Dần, Mão, Thìn, Tỵ, Ngọ, Mùi, Thân, Dậu, Tuất, Hợi). Giữa hai tháng Tý liên tiếp có thể có 11 hay 12 tháng, vì giữa 2 ngày đông chí là hơn 365 ngày, trong khi 12 tháng mặt trăng chỉ có hơn 354 ngày. Quy luật xác định tháng nhuận như sau:
- Lấy ra 2 điểm Sóc: Sóc A ngay trước ngày Đông chí thứ nhất, và Sóc B ngay trước ngày Đông chí thứ hai. Nếu điểm Sóc và trung khí Đông chí xảy ra trong cùng 1 ngày, thì tính luôn ngày đó là Sóc A hoặc B.
- Nếu giữa hai điểm Sóc có từ 353-355 ngày, năm ấy là năm bình thường, có 12 tháng đặt tên lần lượt theo 12 con giáp. Xem ví dụ 1.
- Nếu giữa hai điểm Sóc có từ 383-385 ngày, năm đó là năm nhuận, có 13 tháng. Vì một năm dương lịch có 12 trung khí nên nếu một năm âm lịch có đến 13 tháng, ắt sẽ có một tháng nào đó không chứa ngày trung khí nào, tháng đó sẽ lấy làm tháng nhuận, được đặt tên theo tháng liền trước nó, và cộng thêm chữ nhuận. Thí dụ nếu sau tháng Thìn là một tháng không chứa trung khí, tháng đó sẽ là tháng Thìn nhuận. Bằng cách này, ta có đúng 7 năm nhuận trong 19 năm. Xem ví dụ 2 và 3.
Ví dụ 1: Âm lịch năm 1984. Chúng ta áp dụng quy luật trên để tính âm lịch Việt Nam năm 1984.
```
   - Sóc A (ngay trước Đông chí năm 1983) rơi vào ngày 
4/12/1983
, Sóc B (ngay trước Đông chí năm 1984) vào ngày 
23/11/1984
.
   - Giữa A và B là khoảng 
355 ngày
, như thế năm âm lịch 1984 là 
năm bình thường
. Tháng 11 âm lịch của năm trước kéo dài từ 4/12/1983 đến 2/1/1984, tháng 12 âm từ 3/1/1984 đến 1/2/1984, tháng Giêng từ 2/2/1984 đến 1/3/1984 v.v. 
```

Ví dụ 2: Âm lịch năm 2004
```
   - Sóc A - ngay trước Đông chí 2003 - rơi vào ngày 
23/11/2003
. Sóc B (ngay trước Đông chí năm 2004) rơi vào ngày 
12/12/2004
.
   - Giữa 2 ngày này là khoảng 
385 ngày
, như vậy năm âm lịch 2004 là 
năm nhuận
. Tháng 11 âm của năm 2003 bắt đầu vào ngày chứa Sóc A, tức ngày 23/11/2003.
   - Tháng âm lịch đầu tiên sau Đông chí mà không chứa Trung khí là tháng từ 
21/3/2004
 đến 
18/4/2004
 (Xuân phân rơi vào 
20/3/2004
, còn Cốc vũ là 
19/4/2004
). Như thế tháng ấy là tháng nhuận.
   - Từ 23/11/2003 đến 21/3/2004 là khoảng 120 ngày, tức 4 tháng âm lịch: tháng 11, 12, 1 và 2. Như vậy năm 2004 có tháng 2 nhuận.
```

Ví dụ 3: Âm lịch năm 2014
```
   - Sóc A - ngay trước Đông chí 2013 - rơi vào ngày 
3/12/2013
. Sóc B xảy ra trùng ngày với trung khí Đông chí năm 2014 (
22/12/2014
).
   - Giữa 2 ngày này là khoảng 
385 ngày
, như vậy năm âm lịch 2014 là 
năm nhuận.

   - Tháng âm lịch đầu tiên sau Đông chí mà không chứa Trung khí là tháng từ 
24/10/2014
 đến 
21/11/2014
 (Sương giáng rơi vào ngày 
23/10/2014
, còn Tiểu tuyết rơi vào ngày 
22/11/2014
). Như thế tháng ấy là tháng nhuận.
```

Tuy nhiên, không phải lúc nào các tháng không chứa trung khí cũng được coi là tháng nhuận, vì có những trường hợp 1 năm âm lịch có nhiều tháng không chứa trung khí, nhưng chỉ 1 trong số đó được tính là tháng nhuận. Quy luật xác định tháng nhuận được bổ sung như sau:
- Nếu trong năm bình thường xuất hiện tháng không chứa Trung khí, tháng đó không được tính là tháng nhuận. Xem ví dụ 4.
- Nếu nhiều tháng trong năm nhuận không có Trung khí, thì chỉ tháng đầu tiên sau Đông chí là tháng nhuận. Xem ví dụ 5.
Ví dụ 4: Âm lịch năm 2033
```
   - Sóc A - ngay trước Đông chí 2032 - rơi vào ngày 
3/12/2032
. Sóc B (ngay trước Đông chí năm 2033) rơi vào ngày 
22/11/2033
.
   - Giữa 2 điểm Sóc là 
355 ngày
, như vậy năm này là 
năm bình thường.

   - Trong 355 ngày đó chỉ có 1 tháng không chứa Trung khí, là tháng từ 
23/9/2033
 đến 
22/10/2033
 (Thu phân rơi vào ngày 
22/9/2033
, còn Sương giáng rơi vào ngày 
23/10/2033
). Nhưng do đây là 
năm bình thường
 nên 
không tính là tháng nhuận.
 Thay vì đặt tên là tháng 8 nhuận thì tháng này được đặt tên là tháng 9 (tháng tiếp theo). Việc này nhằm đảm bảo tháng chứa Đông chí tiếp theo vẫn là tháng 11 âm lịch.
```

Ví dụ 5: Âm lịch năm 2034
```
   - Sóc A - ngay trước Đông chí 2033 - rơi vào ngày 
22/11/2033
. Sóc B (ngay trước Đông chí năm 2034) rơi vào ngày 
11/12/2034
.
   - Giữa 2 điểm Sóc là 
385 ngày
, như vậy năm này là 
năm nhuận
.
   - Trong 385 ngày đó có 
2 tháng không chứa Trung khí:

     * Tháng từ 
22/12/2033
 đến 
19/1/2034
 (Đông chí rơi vào ngày 
21/12/2033
, còn Đại hàn rơi vào ngày 
20/1/2034
).
     * Tháng từ 
19/2/2034
 đến 
19/3/2034
 (Vũ thủy rơi vào ngày 
18/2/2034
, còn Xuân phân rơi vào ngày 
20/3/2034
).
   - Trong đó, tháng từ 22/12/2033 đến 19/1/2034 là tháng đầu tiên sau Đông chí mà không chứa Trung khí, nên 
chỉ tháng này là tháng nhuận
, còn tháng còn lại 
không tính là nhuận.
```

Khi tính ngày Sóc và ngày chứa Trung khí, bạn cần lưu ý xem xét chính xác múi giờ, vì điểm Sóc (ngày đầu tháng âm lịch) cũng như điểm Trung khí có thể xảy ra ở những ngày khác nhau, tùy theo múi giờ mà bạn sử dụng. Đây là lý do tại sao có một vài điểm khác nhau giữa lịch Việt Nam và lịch Trung Quốc. Ví dụ, có một thời điểm Sóc được ghi nhận theo múi giờ GMT+0 vào lúc 16:24 ngày 18/02/yyyy, thì theo giờ Việt Nam (GMT+7, kinh tuyến 105° đông) sẽ là 23:24 cùng ngày, do đó mùng 1 tháng âm lịch của Việt Nam sẽ rơi vào ngày 18/02/yyyy. Tuy nhiên theo giờ Bắc Kinh (GMT+8, kinh tuyến 120° đông) thì Sóc rơi vào lúc 00:24 ngày 19/02/yyyy, do đó tháng âm lịch của Trung Quốc lại bắt đầu từ ngày 19/02/yyyy, chậm hơn lịch Việt Nam 1 ngày. Trong quá khứ, đã từng có thời điểm tháng nhuận theo lịch Việt Nam và Trung Quốc khác nhau, thậm chí đã từng có thời điểm khoảng cách giữa 2 tháng Tý theo lịch âm dương của 2 nước khác nhau, dẫn đến việc có những năm mà Việt Nam và Trung Quốc ăn Tết lệch nhau tận 1 tháng.

### Những lần Việt Nam và Trung Quốc ăn Tết lệch ngày
Ví dụ 1: Việt Nam ăn Tết trước Trung Quốc 1 ngày (Tết Đinh Hợi 2007)
Điểm Sóc của tháng 2/2007 được ghi nhận (theo múi giờ GMT+0) vào lúc 16:14 ngày 17/2/2007. Khi chuyển qua giờ Việt Nam và Trung Quốc, ta có kết quả sau: 
- Giờ Việt Nam (GMT+7): 23 giờ 14 phút ngày 17/2/2007. Vậy mùng 1 Tết ở Việt Nam rơi vào ngày 17/2/2007.
- Giờ Trung Quốc (GMT+8): 00 giờ 14 phút ngày 18/2/2007. Vậy mùng 1 Tết ở Trung Quốc rơi vào ngày 18/2/2007.
Ví dụ 2.1: Việt Nam ăn Tết trước Trung Quốc 1 tháng (Tết Ất Sửu 1985)
Trong giai đoạn 1983-1985, âm dương lịch của Việt Nam và Trung Quốc có sự khác nhau về tháng nhuận, cũng như khoảng cách giữa 2 tháng Tý, dẫn đến Tết Ất Sửu 1985 của 2 nước bị lệch nhau 1 tháng. Trước khi tính khoảng cách giữa 2 tháng Tý theo lịch Việt Nam và Trung Quốc, ta có các dữ liệu quan trọng sau:
- Điểm Sóc trong tháng 11/1984 rơi vào ngày 23/11/1984.
- Trung khí Đông chí năm 1984 rơi vào lúc 23:23 ngày 21/12/1984 (theo giờ Việt Nam), tương ứng với 00:23 ngày 22/12/1984 (theo giờ Trung Quốc).
- Điểm Sóc trong tháng 12/1984 rơi vào ngày 22/12/1984.
- Âm lịch năm 1984-1985 theo giờ Việt Nam:

```
   - Sóc A (ngay trước Đông chí năm 1983) rơi vào ngày 
4/12/1983
, Sóc B (ngay trước Đông chí năm 1984) vào ngày 
23/11/1984
.
   - Giữa A và B là khoảng 
355 ngày
, như thế năm âm lịch 1984 theo lịch Việt Nam là 
năm bình thường.
 
   
- Tết Ất Sửu 1985 tại Việt Nam rơi vào ngày 21/1/1985.

   - Sóc B (ngay trước Đông chí năm 1984) rơi vào ngày 
23/11/1984
, Sóc C (ngay trước Đông chí năm 1985) rơi vào ngày 
12/12/1985
.
   - Giữa B và C là khoảng 
385 ngày
, như thế năm âm lịch 1985 theo lịch Việt Nam là 
năm nhuận.
 
   - Tháng âm lịch đầu tiên sau Đông chí mà không chứa Trung khí là tháng từ 
21/3/1985
 đến 
19/4/1985
 (Xuân phân rơi vào lúc 
23:14 ngày 20/3/1985 theo giờ Việt Nam,
 còn Cốc vũ rơi vào ngày 
20/4/1985
). Như thế tháng ấy là tháng nhuận.
```

- Âm lịch năm 1984-1985 theo giờ Trung Quốc:

```
   - Sóc A (ngay trước Đông chí năm 1983) rơi vào ngày 
4/12/1983
, Sóc B xảy ra trùng ngày với trung khí Đông chí năm 1984 (
22/12/1984
).
   - Giữa A và B là khoảng 
385 ngày
, như thế năm âm lịch 1984 theo lịch Trung Quốc là 
năm nhuận.
 
   - Tháng âm lịch đầu tiên sau Đông chí mà không chứa Trung khí là tháng từ 
23/11/1984
 đến 
21/12/1984
 (Tiểu tuyết rơi vào ngày 
22/11/1984
, còn Đông chí rơi vào ngày 
22/12/1984
). Như thế tháng ấy là tháng nhuận.
   
- Tết Ất Sửu 1985 tại Trung Quốc rơi vào ngày 20/2/1985.

   - Sóc B xảy ra trùng ngày với Đông chí năm 1984 (
22/12/1984
), Sóc C (ngay trước Đông chí năm 1985) rơi vào ngày 
12/12/1985
.
   - Giữa B và C là khoảng 
355 ngày
, như thế năm âm lịch 1985 theo lịch Trung Quốc là 
năm bình thường.
 
   - Tháng âm lịch đầu tiên sau Đông chí mà không chứa Trung khí là tháng từ 
20/2/1985
 đến 
20/3/1985
 (Vũ thủy rơi vào ngày 
19/2/1985
, còn Xuân phân rơi vào lúc 
00:14 ngày 21/3/1985 theo giờ Trung Quốc.
 Nhưng do đây là năm bình thường nên không tính là tháng nhuận. Việc này nhằm đảm bảo tháng chứa Đông chí tiếp theo vẫn là tháng 11 âm lịch.
```

Ví dụ 2.2: Việt Nam ăn Tết trước Trung Quốc 1 tháng (Tết Mậu Thân 2148)
Dữ liệu quan trọng: Trung khí Đại hàn 2148 được ghi nhận vào lúc 23:29 ngày 20/1/2148 theo giờ Việt Nam, tương ứng với 00:29 ngày 21/1/2148 theo giờ Trung Quốc.
- Âm lịch năm 2147-2148 theo giờ Việt Nam:

```
   - Sóc A (ngay trước Đông chí năm 2147) rơi vào ngày 
23/11/2147
, Sóc B (ngay trước Đông chí năm 2148) rơi vào ngày 
11/12/2148
.
   - Giữa A và B là khoảng 
385 ngày
, như thế năm âm lịch 2148 theo lịch Việt Nam là 
năm nhuận.
 
   - Tháng âm lịch đầu tiên sau Đông chí mà không chứa Trung khí là tháng từ 
20/2/2148
 đến 
19/3/2148
 (Vũ thủy rơi vào ngày 
19/2/2148
, còn Xuân phân rơi vào ngày 
20/3/2148
). Như thế tháng ấy là tháng nhuận.
   
- Tết Mậu Thân 2148 tại Việt Nam rơi vào ngày 21/1/2148.
```

- Âm lịch năm 2147-2148 theo giờ Trung Quốc:

```
   - Sóc A (ngay trước Đông chí năm 2147) rơi vào ngày 
23/11/2147
, Sóc B (ngay trước Đông chí năm 2148) rơi vào ngày 
11/12/2148
.
   - Giữa A và B là khoảng 
385 ngày
, như thế năm âm lịch 2148 theo lịch Trung Quốc là 
năm nhuận.
 
   - Tháng âm lịch đầu tiên sau Đông chí mà không chứa Trung khí là tháng từ 
23/12/2147
 đến 
20/1/2148
 (Đông chí rơi vào ngày 
22/12/2147
, còn Đại hàn rơi vào lúc 
00:29 ngày 21/1/2148 theo giờ Trung Quốc.
 Như thế tháng ấy là tháng nhuận.
   
- Tết Mậu Thân 2148 tại Trung Quốc rơi vào ngày 20/2/2148.
```

Ví dụ 3.1: Trung Quốc ăn Tết trước Việt Nam 1 tháng (Tết Canh Thân 2520)
Ta có một số dữ liệu quan trọng như sau:
- Điểm Sóc tháng 12/2519 rơi vào ngày 23/12/2519.
- Trung khí Đại hàn 2520 rơi vào ngày 21/1/2520.
- Điểm Sóc tháng 1/2520 được ghi nhận vào lúc 23:46 ngày 21/1/2520 theo giờ Việt Nam, tương ứng với 00:46 ngày 22/1/2520 theo giờ Trung Quốc.
Điều này dẫn đến việc độ dài tháng âm lịch của Việt Nam và Trung Quốc khác nhau, cụ thể như sau:
- Lịch Việt Nam: tháng âm lịch bắt đầu từ 23/12/2519 đến 20/1/2520, kéo dài 29 ngày. Mùng 1 tháng sau rơi vào ngày 21/1/2520. Vì ngày xảy ra trung khí Đại hàn trùng với ngày mùng 1 của tháng sau, nên dẫn đến tháng trước đó không có trung khí.
- Lịch Trung Quốc: tháng âm lịch bắt đầu từ 23/12/2519 đến 21/1/2520, kéo dài 30 ngày. Mùng 1 tháng sau rơi vào ngày 22/1/2520. Vì trung khí Đại hàn xảy ra vào ngày cuối tháng âm lịch (theo giờ Trung Quốc), nên vẫn đảm bảo tháng này có chứa trung khí.
- Âm lịch năm 2519-2520 theo giờ Việt Nam:

```
   - Sóc A - ngay trước Đông chí 2519 - rơi vào ngày 
23/11/2519
. Sóc B (ngay trước Đông chí năm 2520) rơi vào ngày 
11/12/2520
.
   - Giữa 2 điểm Sóc là 
385 ngày
, như vậy năm âm lịch 2520 theo lịch Việt Nam là 
năm nhuận
.
   - Trong 385 ngày đó có 
2 tháng không chứa Trung khí:

     * Tháng từ 
23/12/2519
 đến 
20/1/2520
 (Đông chí rơi vào ngày 
22/12/2519
, còn Đại hàn rơi vào ngày 
21/1/2520
).
     * Tháng từ 
20/2/2520
 đến 
19/3/2520
 (Vũ thủy rơi vào ngày 
19/2/2519
, còn Xuân phân rơi vào ngày 
20/3/2520
).
   - Trong đó, tháng từ 
23/12/2519
 đến 
20/1/2520
 là tháng đầu tiên sau Đông chí mà không chứa Trung khí, nên 
chỉ tháng này là tháng nhuận
, còn tháng còn lại 
không tính là nhuận.

   
- Tết Canh Thân 2520 tại Việt Nam rơi vào ngày 20/2/2520.
```

- Âm lịch năm 2519-2520 theo giờ Trung Quốc:

```
   - Sóc A (ngay trước Đông chí năm 2519) rơi vào ngày 
23/11/2519
, Sóc B (ngay trước Đông chí năm 2520) rơi vào ngày 
11/12/2520
.
   - Giữa A và B là khoảng 
385 ngày
, như thế năm âm lịch 2520 theo lịch Trung Quốc là 
năm nhuận.
 
   - Tháng âm lịch đầu tiên sau Đông chí mà không chứa Trung khí là tháng từ 
20/2/2519
 đến 
19/3/2520
 (Vũ thủy rơi vào ngày 
19/2/2520
, còn Xuân phân rơi vào ngày 
20/3/2520.
 Như thế tháng ấy là tháng nhuận.
   
- Tết Canh Thân 2520 tại Trung Quốc rơi vào ngày 21/1/2520.
```

Ví dụ 3.2: Trung Quốc ăn Tết trước Việt Nam 1 tháng (Tết Kỷ Mão 2539)
Trong giai đoạn 2537-2539, âm dương lịch của Việt Nam và Trung Quốc có sự khác nhau về tháng nhuận, cũng như khoảng cách giữa 2 tháng Tý, dẫn đến Tết Kỷ Mão của 2 nước bị lệch nhau 1 tháng. Trước khi tính khoảng cách giữa 2 tháng Tý theo lịch Việt Nam và Trung Quốc, ta có các dữ liệu quan trọng sau:
- Điểm Sóc trong tháng 11/2538 rơi vào ngày 23/11/2538.
- Trung khí Đông chí năm 2538 rơi vào ngày 22/12/2538.
- Điểm Sóc trong tháng 12/2538 rơi vào lúc 23:16 ngày 22/12/2538 theo giờ Việt Nam, tương ứng với 00:16 ngày 23/12/2538 theo giờ Trung Quốc. Điều này dẫn đến việc Đông chí rơi vào ngày đầu tháng sau (theo giờ Việt Nam), tương ứng với ngày cuối tháng trước (theo giờ Trung Quốc).
- Âm lịch năm 2537-2539 theo giờ Việt Nam:

```
   - Sóc A (ngay trước Đông chí năm 2537) rơi vào ngày 
4/12/2537
, Sóc B xảy ra trùng ngày với trung khí Đông chí năm 2538 (
22/12/2538
).
   - Giữa A và B là khoảng 
384 ngày
, như thế năm âm lịch 2538 theo lịch Việt Nam là 
năm nhuận.
 
   - Tháng âm lịch đầu tiên sau Đông chí mà không chứa Trung khí là tháng từ 
23/11/2538
 đến 
21/12/2538
 (Tiểu tuyết rơi vào ngày 
22/11/2538
, còn Đông chí rơi vào ngày 
22/12/2538
). Như thế tháng ấy là tháng nhuận.
   
- Tết Kỷ Mão 2539 tại Việt Nam rơi vào ngày 20/2/2539.

   - Sóc B xảy ra trùng ngày với Đông chí năm 2538 (
22/12/2538
), Sóc C (ngay trước Đông chí năm 2539) rơi vào ngày 
11/12/2539
.
   - Giữa B và C là khoảng 
355 ngày
, như thế năm âm lịch 2539 theo lịch Việt Nam là 
năm bình thường.
 
   - Tháng âm lịch đầu tiên sau Đông chí mà không chứa Trung khí là tháng từ 
20/2/2539
 đến 
20/3/2539
 (Vũ thủy rơi vào ngày 
19/2/2539
, còn Xuân phân rơi vào ngày 
20/3/2539.
 Nhưng do đây là 
năm bình thường
 nên 
không tính là tháng nhuận.
 Việc này nhằm đảm bảo tháng chứa Đông chí tiếp theo vẫn là tháng 11 âm lịch.
```

- Âm lịch năm 2537-2539 theo giờ Trung Quốc:

```
   - Sóc A (ngay trước Đông chí năm 2537) rơi vào ngày 
4/12/2537
, Sóc B (ngay trước Đông chí năm 2538) vào ngày 
23/11/1984
.
   - Giữa A và B là khoảng 
355 ngày
, như thế năm âm lịch 2538 theo lịch Trung Quốc là 
năm bình thường.
 
   
- Tết Kỷ Mão 2539 tại Trung Quốc rơi vào ngày 21/1/2539.

   - Sóc B (ngay trước Đông chí năm 2538) rơi vào ngày 
23/11/2538
, Sóc C (ngay trước Đông chí năm 2539) rơi vào ngày 
11/12/2539
.
   - Giữa B và C là khoảng 
384 ngày
, như thế năm âm lịch 2539 theo lịch Trung Quốc là 
năm nhuận.
 
   - Tháng âm lịch đầu tiên sau Đông chí mà không chứa Trung khí là tháng từ 
20/2/2539
 đến 
20/3/2539
 (Vũ thủy rơi vào ngày 
19/2/2539,
 còn Xuân phân rơi vào ngày 
21/3/2539
). Như thế tháng ấy là tháng nhuận.
```